# Bastón de Fuego
El Bastón de Fuego es una cultura tradicional de Samoa que se utiliza en danzas ceremoniales. Originalmente hecho con un palo de madera envuelto en toallas en ambos extremos y con hojas en el centro. El ejecutante del bastón de fuego (o Siva Afi como se le llama en Samoa) baila mientras que gira el bastón y hace algunos trucos acrobáticos. Las toallas están ardiendo en fuegos con lo que se explica el nombre. 

## Historia
Esta Danza de Fuego tiene una historia que se remonta a varias generaciones. Tiene sus raíces en el samoano "Ailao" - el bástón de este guerrero de la danza del fuego se hizo con la "nifo oti", que significa "diente de la muerte". Este es similar a la "Kailao" de Tonga. El samoano utilizaba la nifo oti, la cual tenía una especie de ganchos afilados en sus extremos, para atrapar a sus enemigos. La danza se usaba antes de una batalla para intimidar y manipular la psiquis de los guerreros, y después de una victoria para celebrar, a menudo se utilizaba el gancho para llevar la cabeza del enemigo derrotado. En la danza moderna este gancho se eliminó del bastón.
El fuego se añadió en 1946 por un artista llamado Freddie Letuli quién más tarde se convirtió en Jefe Letuli Olo Misilagi. Letuli estaba practicando la danza en San Francisco y mientras lo hacía, se encontró con un hindú tragafuegos y una niña con bastones iluminados. El tragafuegos le prestó algo de combustible, y envolvió algunas toallas alrededor de su bastón, y nació la danza de fuego con el bastón.
Aunque hoy día muchos artistas comerciales realizan la danza con un bastón corto o sin fuego, esto no es una danza de fuego auténtica y es inaceptable en Samoa. Los bastones utilizados por los artistas, intérpretes o ejecutantes en Samoa Americana los hacen siempre con Fuego, a pesar de que a menudo son apagados para jóvenes y principiantes.
- Datos: Q5721907